# آلن دو باتن
آلن دو باتن (به فرانسوی: Alain de Botton) (زادهٔ ۲۰ دسامبر ۱۹۶۹) یک نویسنده و مجری تلویزیون ساکن بریتانیا است. کتاب‌های او موضوعات مختلفی را به شیوه‌ای فلسفی با تأکید بر ارتباط آن با زندگی روزمره بررسی می‌کند. دوباتن جستارهایی در باب عشق را سال ۱۹۹۳ منتشر کرد که بیش از دو میلیون نسخه از آن به فروش رفت. از دیگر کتاب‌های پرفروش او می‌توان به چگونه پروست می‌تواند زندگی شما را تغییر دهد، اضطراب منزلت و معماری شادمانی اشاره کرد.
در سال ۲۰۰۸ او یکی از اعضای هیئت مؤسس یک سازمان جدید آموزشی با نام مدرسه زندگی بود. در سال ۲۰۱۵ توانست جایزه «یاران شوپنهاور» را از جشنواره نویسندگان ملبورن دریافت نماید.
دو باتن دوره دکتری فلسفه را در دانشگاه هاروارد آغاز کرد ولی برای نوشتن کتب فلسفی به زبان ساده، آن را نیمه‌کاره رها کرد. مهم‌ترین کتب الن دو باتن، تسلی‌بخشی‌های فلسفه، هنر سیر و سفر و پروست چگونه می‌تواند زندگی شما را دگرگون کند، نام دارند.

## زندگی و خانواده
آلن دو باتن در زوریخ به دنیا آمد. او فرزند ژاکلین و ژیلبر دو باتن بود. ژیلبر در اسکندریه در مصر زاده شده بود و اما پس از اینکه به خاطر روی کار آمدن جمال عبدالناصر مجبور به خروج از مصر شد، برای کار و زندگی به سوئیس مهاجرت کرد و هم‌بنیان‌گذار مؤسسهٔ مالی-اعتباری جی‌ای‌ام شد. ثروت خانوادهٔ او در سال ۱۹۹۹ حدود ۲۳۴ میلیون یورو تخمین زده شد. مادر آلن متولد سوئیس و از اهالی اشکنازی بود و پدرش از خانوادهٔ یهودیان سفاردی از شهر باتن در کاستیا و لئون بود. آبراهام دو باتن نیز از اجداد آلن دو باتن بود. مادربزرگ پدری آلن، یولاند هارمر، خبرنگار مصری و یهودی بود که برای اسرائیل جاسوسی می‌کرد و در اورشلیم نیز فوت کرد.
او یک خواهر به نام میل نیز دارد که هر دو با تربیتی سکولار بار آمده‌اند. آلن دوازده سال نخست زندگی خود را در سوئیس گذراند و در همین زمان نیز به زبان‌های فرانسه و آلمانی مسلط شد.

## تحصیلات
آلن به مدرسهٔ دراگن رفت که انگلیسی زبان اول آکادمیک بود. او سپس به یک مدرسهٔ عمومی به نام هارو در انگلستان رفت.
دو باتن در دانشگاه کیمبریج درس تاریخ خواند و سپس برای مقطع فوق لیسانس، در کینگز کالج لندن به مطالعهٔ فلسفه پرداخت. او دورهٔ دکتری خود را نیز به مطالعهٔ فلسفهٔ فرانسه در دانشگاه هاروارد گذراند؛ اما این تحصیلات را به بهانهٔ نوشتن کتاب‌هایی برای مخاطب عامه، ناتمام گذاشت.

## نویسندگی

### داستان
دو باتن در اولین رمان خود، جستارهایی در باب عشق (که در آمریکا با عنوان در باب عشق به چاپ رسید) به عاشق شدن و فارغ شدن از عشق می‌پردازد. در سال ۲۰۱۰ فیلمی رمانتیک و کمدی با اقتباس از این رمان به کارگردانی جولین کمپ و به نام پنج دوست دختر اخیر من ساخته شد. دوباتن دنباله‌ای به نام سیر عشق بر این کتاب خود نوشت که در سال ۲۰۱۶ منتشر شد.
یکی دیگر از مهم‌ترین آثار دوباتن، خودشناسی است تمام سنین می‌توانند این کتاب را مطالعه کنند. این کتاب به شناخت بهتر کمک بسیار زیادی می‌کند. کتابی در ژانر روان‌شناسی و فلسفه که در سال۲۰۱۷ یک سال بعداز انتشار کتاب پنج دوست دختر اخیر من منتشر شد.

### ناداستان
دوباتن اولین کتاب ناداستان خود را در سال ۱۹۹۷ و با عنوان پروست چگونه می‌تواند زندگی شما را دگرگون کند نوشت که بر اساس زندگی و آثار مارسل پروست بود. این کتاب در آمریکا و بریتانیا بسیار پرفروش بود.

## آثار
- چگونه درباره سکس بیشتر بیندیشیم، ترجمه مهدی خسروانی

- دین برای خداناباوران
- جستارهایی در باب عشق
- تسلی‌بخشی‌های فلسفه
- هنر سیر و سفر
- اضطراب منزلت
- پروست چگونه می‌تواند زندگی شما را دگرگون کند
- هنر چگونه می‌تواند زندگی شما را دگرگون کند
- خوشی‌ها و مصایب کار
- سِیر عشق
- در باب مشاهده و ادراک
- یک هفته در فرودگاه
- مصیبت‌های شاغل بودن
- خبر
- آرامش
- جنبش رومانتیک «رابطه، خرید و رمان»
- عشق، کار و منزلت در عصر مدرن
- کتاب معنای زندگی از انتشارات میلکان
- خودشناسی، ترجمه محمدهادی حاجی بیگلو، نشر کتابسرای نیک

- اضطراب موقعیت از نشر میلکان